# Preolímpico de Concacaf de 2008
El Preolímpico de Concacaf 2008 (Norteamérica, Centroamérica y Caribe), es el torneo que clasificó a las 2 selecciones finalistas al Torneo Olímpico de Fútbol Varonil de los Juegos Olímpicos de Pekín 2008. Participaron las selecciones Sub-23 de cada país.
Los tres países de Norteamérica miembros de la CONCACAF ya están clasificados a la última ronda, mientras los países de Centroamérica y el Caribe compitieron por clasificar al octagonal final.

## Primera fase

### NorteaméricaNAFU
Canadá, Estados Unidos y México ya están clasificados a la última ronda del torneo, porque en ediciones anteriores los países de dicha región han dominado la competencia. Además, Estados Unidos será el anfitrión de la última ronda del preolímpico.

### CentroaméricaUNCAF
Los países de Centroamérica se les otorgó tres plazas para la última ronda del torneo; Para definir la clasificación se realizara dos grupos de tres países cada uno, con un anfitrión en cada triangular. Belice no pudo participar en esta clasificación.
El primer lugar de cada grupo clasificó automáticamente a la fase final del preolímpico, mientras el segundo lugar de cada grupo asistió a un repechaje (a jugarse en partidos ida y vuelta) por la última plaza restante.

#### Grupo A
| Equipo      | Pts | PJ | PG | PE | PP | GF | GC |
| ----------- | --- | -- | -- | -- | -- | -- | -- |
| Honduras    | 4   | 2  | 1  | 1  | 0  | 4  | 1  |
| Panamá      | 4   | 2  | 1  | 1  | 0  | 3  | 2  |
| El Salvador | 0   | 2  | 0  | 0  | 2  | 1  | 5  |

| Fecha                   | Lugar                    |          |                     | Resultado |                        |             |
| ----------------------- | ------------------------ | -------- | ------------------- | --------- | ---------------------- | ----------- |
| 7 de noviembre de 2007  | Ciudad de Panamá, Panamá | Panamá   | Bandera de Panamá   | 2:1       | Bandera de El Salvador | El Salvador |
| 9 de noviembre de 2007  | Ciudad de Panamá, Panamá | Honduras | Bandera de Honduras | 3:0       | Bandera de El Salvador | El Salvador |
| 11 de noviembre de 2007 | Ciudad de Panamá, Panamá | Panamá   | Bandera de Panamá   | 1:1       | Bandera de Honduras    | Honduras    |

#### Grupo B
| Equipo     | Pts | PJ | PG | PE | PP | GF | GC |
| ---------- | --- | -- | -- | -- | -- | -- | -- |
| Guatemala  | 6   | 2  | 2  | 0  | 0  | 5  | 1  |
| Costa Rica | 3   | 2  | 1  | 0  | 1  | 10 | 3  |
| Nicaragua  | 0   | 2  | 0  | 0  | 2  | 1  | 12 |

| Fecha                   | Lugar                          |            |                       | Resultado |                       |            |
| ----------------------- | ------------------------------ | ---------- | --------------------- | --------- | --------------------- | ---------- |
| 14 de noviembre de 2007 | Ciudad de Guatemala, Guatemala | Guatemala  | Bandera de Guatemala  | 3:0       | Bandera de Nicaragua  | Nicaragua  |
| 16 de noviembre de 2007 | Ciudad de Guatemala, Guatemala | Costa Rica | Bandera de Costa Rica | 9:1       | Bandera de Nicaragua  | Nicaragua  |
| 18 de noviembre de 2007 | Ciudad de Guatemala, Guatemala | Guatemala  | Bandera de Guatemala  | 2:1       | Bandera de Costa Rica | Costa Rica |

##### Repechaje
Las dos selecciones centroamericanas que ocuparon el segundo lugar en cada triangular tuvieron derecho a un repechaje por una plaza en la ronda final del torneo.
| Fecha                   | Lugar                    |            |                       | Resultado      |                       |            |
| ----------------------- | ------------------------ | ---------- | --------------------- | -------------- | --------------------- | ---------- |
| 30 de noviembre de 2007 | Ciudad de Panamá, Panamá | Panamá     | Bandera de Panamá     | 0:1            | Bandera de Costa Rica | Costa Rica |
| 6 de diciembre de 2007  | San José, Costa Rica     | Costa Rica | Bandera de Costa Rica | 0:1 (3:4 pen.) | Bandera de Panamá     | Panamá     |

### CaribeCFU
En esta edición compitieron 22 países en la primera fase, distribuidos en cuatro grupos de cuatro y dos de tres países. El primer lugar de cada grupo clasificaba automáticamente a la segunda ronda de la eliminatoria del Caribe.
Los países que clasificaron a la segunda fase fueron:
- Grupo A: * Trinidad y Tobago
- Grupo B: * Jamaica
- Grupo C: * Cuba
- Grupo D: * Haití
- Grupo E: * Granada
- Grupo F: * Bahamas

##### Grupo A
| Equipo            | Pts | PJ | PG | PE | PP | GF | GC |
| ----------------- | --- | -- | -- | -- | -- | -- | -- |
| Cuba              | 6   | 2  | 2  | 0  | 0  | 5  | 1  |
| Granada           | 3   | 2  | 1  | 0  | 1  | 4  | 4  |
| Trinidad y Tobago | 0   | 2  | 0  | 0  | 2  | 2  | 6  |

| Fecha                 | Lugar                     |                   |                              | Resultado |                    |         |
| --------------------- | ------------------------- | ----------------- | ---------------------------- | --------- | ------------------ | ------- |
| 9 de octubre de 2007  | Macoya, Trinidad y Tobago | Trinidad y Tobago | Bandera de Trinidad y Tobago | 0:3       | Bandera de Cuba    | Cuba    |
| 11 de octubre de 2007 | Macoya, Trinidad y Tobago | Cuba              | Bandera de Cuba              | 2:1       | Bandera de Granada | Granada |
| 13 de octubre de 2007 | Macoya, Trinidad y Tobago | Trinidad y Tobago | Bandera de Trinidad y Tobago | 2:3       | Bandera de Granada | Granada |

##### Grupo B
| Equipo  | Pts | PJ | PG | PE | PP | GF | GC |
| ------- | --- | -- | -- | -- | -- | -- | -- |
| Haití   | 6   | 2  | 2  | 0  | 0  | 8  | 1  |
| Bahamas | 3   | 2  | 1  | 0  | 1  | 1  | 5  |
| Jamaica | 0   | 2  | 0  | 0  | 2  | 1  | 3  |

| Fecha                 | Lugar                  |         |                    | Resultado |                    |         |
| --------------------- | ---------------------- | ------- | ------------------ | --------- | ------------------ | ------- |
| 9 de octubre de 2007  | Puerto Príncipe, Haití | Haití   | Bandera de Haití   | 6:0       | Bandera de Bahamas | Bahamas |
| 11 de octubre de 2007 | Puerto Príncipe, Haití | Bahamas | Bandera de Bahamas | 1:0       | Bandera de Jamaica | Jamaica |
| 13 de octubre de 2007 | Puerto Príncipe, Haití | Haití   | Bandera de Haití   | 2:1       | Bandera de Jamaica | Jamaica |

## Fase Final
En la última ronda compitieron los ocho equipos clasificados anteriormente en dos cuadrangulares, los primeros dos lugares de cada cuadrangular jugaron las semifinales, en estas, los dos equipos que ganaron respectivamente su encuentro, clasificaron a los Juegos Olímpicos de Beijing 2008.
Aunque solo dos selecciones clasificaron a las Olimpiadas en este deporte, se hizo una definición por el tercer lugar. Los encuentros se realizaron en Estados Unidos del 11 al 23 de marzo de 2008.

### Equipos participantes
| CFU - Cuba - Haití |  | UNCAF - Honduras - Guatemala - Panamá |  | Clasificados automáticamente (NAFU) - Canadá - Estados Unidos - México |

### Sedes
| Estados Unidos        | Estados Unidos        | Estados Unidos    |
| Tampa Bay             | Carson                | Nashville         |
| --------------------- | --------------------- | ----------------- |
| Florida               | California            | Tennessee         |
| Raymond James Stadium | The Home Depot Center | LP Field          |
| Capacidad: 65 890     | Capacidad: 27 000     | Capacidad: 69 143 |
|                       |                       |                   |

### Grupo A
| Equipo         | Pts | PJ | PG | PE | PP | GF | GC |
| -------------- | --- | -- | -- | -- | -- | -- | -- |
| Estados Unidos | 7   | 3  | 2  | 1  | 0  | 3  | 1  |
| Honduras       | 6   | 3  | 2  | 0  | 1  | 3  | 1  |
| Panamá         | 3   | 3  | 1  | 0  | 2  | 4  | 3  |
| Cuba           | 1   | 3  | 0  | 1  | 2  | 2  | 7  |

| Fecha               | Lugar     |                |                           | Resultado |                     |          |
| ------------------- | --------- | -------------- | ------------------------- | --------- | ------------------- | -------- |
| 11 de marzo de 2008 | Tampa Bay | Panamá         | Bandera de Panamá         | 0-1       | Bandera de Honduras | Honduras |
| 11 de marzo de 2008 | Tampa Bay | Estados Unidos | Bandera de Estados Unidos | 1-1       | Bandera de Cuba     | Cuba     |
| 13 de marzo de 2008 | Tampa Bay | Honduras       | Bandera de Honduras       | 2-0       | Bandera de Cuba     | Cuba     |
| 13 de marzo de 2008 | Tampa Bay | Estados Unidos | Bandera de Estados Unidos | 1-0       | Bandera de Panamá   | Panamá   |
| 15 de marzo de 2008 | Tampa Bay | Cuba           | Bandera de Cuba           | 1-4       | Bandera de Panamá   | Panamá   |
| 15 de marzo de 2008 | Tampa Bay | Estados Unidos | Bandera de Estados Unidos | 1-0       | Bandera de Honduras | Honduras |

### Grupo B
| Equipo    | Pts | PJ | PG | PE | PP | GF | GC |
| --------- | --- | -- | -- | -- | -- | -- | -- |
| Guatemala | 6   | 3  | 2  | 0  | 1  | 3  | 6  |
| Canadá    | 4   | 3  | 1  | 1  | 1  | 7  | 3  |
| México    | 4   | 3  | 1  | 1  | 1  | 7  | 4  |
| Haití     | 3   | 3  | 1  | 0  | 2  | 3  | 7  |

| Fecha               | Lugar  |           |                      | Resultado |                      |           |
| ------------------- | ------ | --------- | -------------------- | --------- | -------------------- | --------- |
| 12 de marzo de 2008 | Carson | Haití     | Bandera de Haití     | 0-1       | Bandera de Guatemala | Guatemala |
| 12 de marzo de 2008 | Carson | Canadá    | Bandera de Canadá    | 1-1       | Bandera de México    | México    |
| 14 de marzo de 2008 | Carson | Canadá    | Bandera de Canadá    | 1-2       | Bandera de Haití     | Haití     |
| 14 de marzo de 2008 | Carson | México    | Bandera de México    | 1-2       | Bandera de Guatemala | Guatemala |
| 16 de marzo de 2008 | Carson | Guatemala | Bandera de Guatemala | 0-5       | Bandera de Canadá    | Canadá    |
| 16 de marzo de 2008 | Carson | México    | Bandera de México    | 5-1       | Bandera de Haití     | Haití     |

## Fase final
|  | Semifinales            | Semifinales            |   |                        | Final                  | Final |  |
|  |                        |                        |   |                        |                        |       |  |
|  |                        |                        |   |                        |                        |       |  |
|  | Nashville, 20 de marzo |                        |   |                        |                        |       |  |
|  | Guatemala              | 0 (5)                  |   |                        |                        |       |  |
|  | Honduras               | 0 (6)                  |   |                        |                        |       |  |
|  |                        |                        |   |                        |                        |       |  |
|  |                        |                        |   |                        | Nashville, 23 de marzo |       |  |
|  |                        |                        |   |                        | Estados Unidos         | 0     |  |
|  |                        | Honduras (pró)         | 1 |                        |                        |       |  |
|  |                        |                        |   |                        |                        |       |  |
|  |                        |                        |   |                        |                        |       |  |
|  |                        |                        |   |                        | Tercer lugar           |       |  |
|  | Nashville, 20 de marzo | Nashville, 20 de marzo |   | Nashville, 23 de marzo | Nashville, 23 de marzo |       |  |
|  | Estados Unidos         | 3                      |   | Guatemala              | 0 (3)                  |       |  |
|  | Canadá                 | 0                      |   |                        | Canadá                 | 0 (5) |  |

### Semifinales
| 20 de marzo de 2008 | Guatemala | 0:0 (0:0, 0:0) (t. s.)(5:6 p.) | Honduras | LP Field, Nashville                                                         |  |
|                     |           |                                |          | Asistencia: 13.201 espectadores Árbitro(s): Neal Brizan (Trinidad y Tobago) |  |

| 20 de marzo de 2008 | Estados Unidos            | 3:0 (1:0) | Canadá | LP Field, Nashville                                                     |                                                                         |
|                     | Adu 27', 48' Kljestan 78' |           |        | Asistencia: 13.201 espectadores Árbitro(s): Walter Quesada (Costa Rica) | Asistencia: 13.201 espectadores Árbitro(s): Walter Quesada (Costa Rica) |

### Tercer lugar
| 23 de marzo de 2008 | Guatemala | 0:0 (0:0, 0:0) (t. s.)(3:5 p.) | Canadá | LP Field, Nashville                                                     |  |
|                     |           |                                |        | Asistencia: 12.663 espectadores Árbitro(s): Enrico Wijngaarde (Surinam) |  |

### Final
| 23 de marzo de 2008 | Estados Unidos | 0:1 (0:0, 0:0) (t. s.) | Honduras     | LP Field, Nashville                                                    |                                                                        |
|                     |                |                        | Welcome 103' | Asistencia: 12.663 espectadores Árbitro(s): Joel Aguilar (El Salvador) | Asistencia: 12.663 espectadores Árbitro(s): Joel Aguilar (El Salvador) |

|                     |
| Campeón             |
| Bandera de Honduras |
| Honduras 2° título  |

## Clasificados a losJuegos Olímpicos de Pekín 2008
| Bandera de Honduras | Bandera de Estados Unidos |
| Honduras            | Estados Unidos            |
| Campeón             | Subcampeón                |